# Spongada
La spongada è una focaccia dolce, preparazione tradizionale della cucina della Valcamonica, dall'aspetto di una piccola pagnotta cosparsa di zucchero. Prodotto da forno tipico del periodo pasquale, la spongada viene preparata e consumata anche in altri periodi dell'anno.

## Preparazione e ingredienti
La preparazione del dolce segue una ricetta che può presentare variazioni nelle proporzioni degli ingredienti a seconda delle tradizioni dei singoli borghi camuni. Di base, la ricetta prevede il mescolamento di due diversi impasti in due momenti successivi.
Il primo impasto è a base di farina bianca, zucchero, burro, uova, lievito, con aggiunta dell'aroma di vaniglia . Dopo circa tre ore di lievitazione, alla massa così lievitata si aggiunge un secondo impasto a base di farina, zucchero, burro o strutto, uova intere, tuorli d'uovo, vanillina, lievito di birra. Dopo l'amalgama, il nuovo impasto viene sottoposto a una seconda lievitazione per qualche ora, prima di essere modellato in forme di palle o pagnotte di circa 150 grammi.
Le pagnotte vengono poste a lievitare ancora per il tempo necessario a ottenere un raddoppio del volume originario.
La cottura delle pagnotte avviene con un passaggio in forno della durata di 20-25 minuti, alla temperatura di 180 °C.
Al momento della presentazione, la spongada viene ricoperta in superficie di zucchero.
Il termine spongada compare già nel vocabolario Bresciano-Italiano del Melchiori del 1817, viene definita: "Focaccia, schiacciata, berlingotto. Pasta nota".